# Roger Brunet

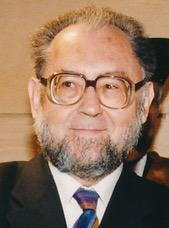
Roger Brunet (1996).

Roger Brunet (Toulouse, 30 de marzo de 1931) es un geógrafo francés.

## Biografía
Nació en la ciudad de Toulouse el 30 de marzo de 1931. Estudió en la Universidad de Toulouse, donde defendió su tesis en 1965, Les Campagnes toulousaines (1965). Brunet fue profesor en la Universidad de Reims (donde fue director del Instituto de Geografía, donde puso en marcha la revista TIGR; Travaux de l'Institut de Géographie de Reims) Entre 1976 y 1981 trabajó en el Centro Nacional para la Investigación Científica, principal institución pública dedicada a la investigación en el país. En 1984, en Montpellier fundó el grupo de investigación RECLUS, del que fue director hasta 1991. Dicha agrupación recibió su nombre en reivindicación de la figura del geógrafo Élisée Reclus, aunque también son las siglas de Réseau d'Étude des Changements dans les Localisations et les Unités Spatiales.
Es conocido por haber acuñado el término de Banana Azul, un área que se extiende desde Mánchester hasta Milán y que concentra el mayor dinamismo demográfico, económico e industrial del continente europeo.